# Шадринский драматический театр
Шадринский государственный драматический театр — театр драмы в городе Шадринске Курганской области, один из старейших театров Урала и Западной Сибири. Основан в 1896 году.

## История
Предпосылки создания в городе театра возникли ещё с появления Крестовско-Ивановской ярмарки, на которую съезжались именитые и никому не известные артисты со всей России. Возникновение в городе постоянно действующего театра связано с деятельностью Общества попечительства о народной трезвости, которое занималось устройством разного рода развлечений для простого народа, просветительством. В число таких мероприятий входило открытие в городе своего постоянно действующего театра.
У истоков создания театра стояли А. Светлов-Канунников, Н. Богдановский (Мерянский), В. Билибин, Г. Ге, А. Азагарова и другие. В 1944 году на его базе был создан Курганский драматический театр и значительная часть труппы переехала в Курган.
В 2000 году Шадринский театр занял 3-е место на Параде театральных капустников в Екатеринбурге.
В 2014 году Шадринский государственный драматический театр награждён почетной грамотой Курганской областной Думы за вклад в развитие театрального искусства и сохранение духовно-нравственных традиций.

## Труппа
В разные годы на сцене театра работали:
- режиссёры П. Алашиевский, С. Врагова, М. Жилицкая[2], Д. Найденов, М. Раздолин, Д. Шрагер, заслуженный деятель искусств Удмуртии Ю. Фараджуллаев;
- заслуженные артисты России Евгения Васильева, Владимир Баранов, Юрий Максимочкин, Шаура Бурлакова;
- народный артист России Владимир Абашев (c 1978 по 1979 годы);
- артисты А. Ланская, В. Любарский, И. Башков, А. Арманова, И. Куш, Г. Гай, М. Ковалева, А. Курышкин и др.;
- художник-постановщик Юрий Юдин.

## Театральная студия
При театре состоит постоянно действующая театральная студия под руководством заслуженного артиста РФ Владимира Баранова. Набор в студию производится ежегодно. Актёры студии ставят собственные спектакли.

## Репертуар
- «…забыть Герострата!» Г. Горина[3]
- «Нелюдимо наше море… или Корабль дураков» Н. Коляды[4]
- «Рейс» С. Стратиева[4]

Сегодня[когда?] в репертуаре более двадцати наименований спектаклей различных жанров, пьесы русских и зарубежных классиков.

## Фестивали, конкурсы
«I Фестиваль театров малых городов России», 1994 год. Москва. Государственный Театр Наций.
Спектакль по пьесе Г. Горина, «…забыть Герострата!», режиссёр-постановщик Юрий Фараджуллаев
"V межрегиональный фестиваль-конкурс «Ирбитские подмостки», 2009 год. Ирбитский драматический театр имени А. Н. Островского.
«Лучшая мужская роль второго плана» — Владимир Баранов — роль Отца в спектакле «Все люди святые», режиссёр-постановщик Антон Васильев.
«VIII Фестиваль театров малых городов России», 2010 год. Лысьва. Лысьвенский театр драмы имени Анатолия Савина.
«Лучшая мужская роль» — Сергей Балашов, роль Хруста в спектакле «Чморик», режиссёр Юлия Батурина.
«Международный театральный фестиваль современной драматургии „Коляда-Plays“», 2018 год. Екатеринбург. Коляда-театр, Малахитовый зал.
Спектакль по пьесе Василия Сигарева «Детектор лжи», режиссёр: Ирина Панкова
"IX Межрегиональный театральный фестиваль «Ирбитские подмостки», 2019 год. Ирбит. ЦДТ «Кристалл»
«Лучшая женская роль» — Юлия Батурина, роль Светланы, мамы Костика, в спектакле «Костик», режиссёр-постановщик — Виктория Печерникова.